# Superespejo de neutrones
Un superespejo de neutrones es un material en capas muy pulido que se utiliza para reflejar haces de neutrones. Son un caso especial de reflector de neutrones multicapa con diferentes espesores de capa.

## Historia
El primer concepto de superespejo de neutrones fue propuesto por Ferenc Mezei, inspirado en trabajos anteriores con rayos X.

## Diseño
Los superespejos se producen depositando capas alternas de sustancias fuertemente contrastantes, como níquel y titanio, sobre un sustrato liso. Una sola capa de material de alto índice de refracción (por ejemplo, níquel) exhibe una reflexión externa total en pequeños ángulos rasantes hasta un ángulo crítico de {\displaystyle \theta _{c}}. Para el níquel con abundancias isotópicas naturales, {\displaystyle \theta _{c}} en grados es aproximadamente {\displaystyle 0.1\cdot \lambda }, donde {\displaystyle \lambda } es la longitud de onda del neutrón expresada en angstroms.
Se puede fabricar un espejo con un ángulo crítico efectivo mayor aprovechando la difracción (con pérdidas distintas de cero) que se produce en las multicapas apiladas. El ángulo crítico de reflexión total, en grados, se convierte en aproximadamente {\displaystyle 0.1\cdot \lambda \cdot m}, donde {\displaystyle m} es el "valor m" relativo al níquel natural. Los valores de {\displaystyle m} en el rango de 1 a 3 son comunes, y en áreas específicas para alta divergencia (por ejemplo, usando ópticas de enfoque cerca de la fuente, secuenciadores o áreas experimentales) se pueden lograr fácilmente el valor m=6.
El níquel tiene una sección transversal de dispersión positiva y el titanio tiene una sección transversal de dispersión negativa, y en ambos elementos la sección transversal de absorción es pequeña, lo que convierte al Ni-Ti en la tecnología más eficiente con neutrones. El número de capas de Ni-Ti necesarias aumenta rápidamente a medida que {\displaystyle \propto m^{z}}, con {\displaystyle z} en el rango de 2 a 4, lo que afecta al coste. Esto tiene una gran influencia en la estrategia económica del diseño de instrumentos de neutrones.